# Kanton Mainvilliers
Kanton Mainvilliers (francouzsky Canton de Mainvilliers) je francouzský kanton v departementu Eure-et-Loir v regionu Centre-Val de Loire. Tvoří ho pět obcí.

## Obce kantonu
- Bailleau-l'Évêque
- Chartres (část)
- Lèves
- Mainvilliers
- Saint-Aubin-des-Bois